# San Martín de Bolaños
San Martín de Bolaños es una localidad del estado mexicano de Jalisco. Es parte del municipio de San Martín de Bolaños.

## Toponimia
El nombre «San Martín» refiere al santo patrono de la localidad: Martín de Tours. El nombre «Bolaños» rinde homenaje a Toribio de Bolaños, fundador de varios asentamientos en la región.

## Demografía
| Gráfica de evolución demográfica |
|                                  |

| Censo | Población |
| ----- | --------- |
| 1900  | 933       |
| 1910  | 721       |
| 1921  | 709       |
| 1930  | 796       |
| 1940  | 833       |
| 1950  | 807       |
| 1960  | 1 296     |
| 1970  | 1 524     |
| 1980  | 1 153     |
| 1990  | 1 870     |
| 2000  | 2 172     |
| 2010  | 2 282     |
| 2020  | 2 138     |